# Samuel von Schlichting
Samuel von Schlichting (* 3. Dezember 1682 in Lochow, Kreis Züllichau; † 19. April 1751 in Rastenburg) war ein preußischer Generalleutnant, zuletzt Chef des Infanterie-Regiments Nr. 2 und Ritter des Orden Pour le Mérite.
Er kam bereits im Alter von 14 Jahren zum Regiment Nr. 4. In der Schlacht bei Hochstädt 1704 war er Fähnrich und wurde schwer verwundet. Der spätere König Friedrich Wilhelm I. war aber von seiner Tapferkeit beeindruckt und schickte einen lobenden Brief an General Leopold von Anhalt-Dessau. So bekam er am 11. April 1705 eine eigene Kompanie im Regiment Nr. 12. Im Januar 1720 wurde er Major im Regiment Nr. 21. 1725 erfolgte die Beförderung zum Oberstleutnant und 1738 die zum Oberst. 1743 erhielt er das Regiment Nr. 33.
Am 29. April 1743 wurde er zum Generalmajor ernannt. Aber im November 1743 musste das Regiment bereits wieder an Asmus Ehrenreich von Bredow abgeben, dafür erhielt er das Regiment Nr. 2. Im Zweiten Schlesischen Krieg kämpfte er in den Schlachten von Hohenfriedberg und Soor. 1747 wurde er noch zum Generalleutnant ernannt. Am 12. Juni 1750 wurde er wegen Krankheit und Alter entlassen. Er bekam dann eine Pension von 1000 Talern und starb 1751 in Rastenburg, unverheiratet.
Er soll aber eine Tochter gehabt haben: Johanna „Jeanette“ von Schlichting, sie heiratete den Major und späteren Steuereinnehmer Friedrich George von Rabenau, deren Tochter war die Philanthropin Amalia von Dyhrn.